# Липидный обмен
Липидный обмен, или метаболизм липидов — сложный биохимический и физиологический процесс, происходящий в некоторых клетках живых организмов. Другими словами вещества, не растворимые в воде, но растворимые в неполярных органических растворителях.
Липидный обмен включает в себя следующие процессы:
- Расщепление, переваривание и всасывание липидов в пищеварительном тракте, поступающих вместе с пищей.
- Транспорт жиров из кишечника с помощью хиломикронов.
- Обмен триацилглицеролов.
- Обмен фосфолипидов.
- Обмен холестерина.
- Взаимопревращения жирных кислот и кетоновых тел.
- Липогенез.
- Катаболизм липидов — липолиз.
- Катаболизм жирных кислот.

## Общие сведения о липидах
Термин «липиды» объединяет вещества, обладающие общим физическим свойством — гидрофобностью, то есть нерастворимостью в воде. Однако такое определение в настоящее время является не совсем корректным ввиду того, что некоторые группы (триацилглицерины, фосфолипиды, сфинголипиды и др.) проявляют себя как амфифильные или дифильные соединения, то есть способные растворяться как в полярных веществах (гидрофильность), так и в неполярных (гидрофобность). По структуре липиды настолько разнообразны, что у них отсутствует общий признак химического строения. Липиды разделяют на классы, в которые объединяют молекулы, имеющие сходное химическое строение и общие биологические свойства.
Основную массу липидов в организме составляют жиры — триацилглицеролы, служащие формой депонирования энергии. Жиры располагаются преимущественно в подкожной жировой ткани и выполняют также функции теплоизоляционной и механической защиты.
Фосфолипиды — большой класс липидов, получивший своё название из-за остатка фосфорной кислоты, придающего им свойства амфифильности. Благодаря этому свойству фосфолипиды формируют бислойную структуру мембран, в которую погружены белки. Клетки или отделы клеток, окружённые мембранами, отличаются по составу и набору молекул от окружающей среды, поэтому химические процессы в клетке разделены и ориентированы в пространстве, что необходимо для регуляции метаболизма.
Стероиды, представленные в животном мире холестерином и его производными, выполняют разнообразные функции. Холестерин — важный компонент мембран и регулятор свойств гидрофобного слоя. Производные холестерина (жёлчные кислоты) необходимы для переваривания жиров. Стероидные гормоны, синтезируемые из холестерина, участвуют в регуляции энергетического, водно-солевого обменов, половых функций. Кроме стероидных гормонов, многие производные липидов выполняют регуляторные функции и действуют, как и гормоны, в очень низких концентрациях. Например, тромбоцитактивирующий фактор — фосфолипид особой структуры — оказывает сильное влияние на агрегацию тромбоцитов в концентрации 10-12 М; эйкозаноиды, производные полиеновых жирных кислот, вырабатываемые почти всеми типами клеток, вызывают разнообразные биологические эффекты в концентрациях не более 10-9 М. Из приведённых примеров следует, что липиды обладают широким спектром биологических функций.
В тканях человека количество разных классов липидов существенно различается. В жировой ткани жиры составляют до 75 % сухого веса. В нервной ткани липидов содержится до 50 % сухого веса, основные из них фосфолипиды и сфингомиелины (30 %), холестерин (10 %), ганглиозиды и цереброзиды (7 %). В печени общее количество липидов в норме не превышает 10—13 %.
Нарушения обмена липидов приводят к развитию многих заболеваний, но среди людей наиболее распространены два из них — ожирение и атеросклероз.

## Расщепление, переваривание и всасывание пищевых липидов
Суточная потребность человека в жирах составляет 70—80 г, хотя в пищевом рационе их содержание может колебаться от 80 до 130 г.

### Переваривание липидов в желудке
В желудке имеется фермент липаза, способный катализировать расщепление триацилглицеролов. Однако оптимальной средой её действия является среда, близкая к нейтральной. Поэтому липаза в желудке у взрослых людей практически неактивна из-за малых значений pH.
Однако у детей ситуация обстоит несколько по-другому: желудок детей имеет при рождении среду, близкую к нейтральной (pH (среднее) = 5,5). Это явление обусловлено основным продуктом питания детей — молоком (содержит белки и жирных кислоты (количество углерода меньше 14)). Так, фермент липаза выполняет ключевую роль в метаболизме липидов у детей.

### Переваривание липидов в кишечнике
В двенадцатиперстной кишке пища подвергается действию желчи и сока поджелудочной железы. На первом этапе там происходит эмульгирование жиров.

### Эмульгирование жиров
Жиры составляют до 90 % липидов, поступающих с пищей. Переваривание жиров происходит в тонком кишечнике, однако уже в желудке небольшая часть жиров гидролизуется под действием «липазы языка» (лингвальная (лат. lingua — язык) липаза). Этот фермент синтезируется железами на дорсальной поверхности языка и относительно устойчив при кислых значениях рН желудочного сока. Поэтому он действует в течение 1—2 ч на жиры пищи в желудке. Однако вклад этой липазы в переваривание жиров у взрослых людей незначителен. Основной процесс переваривания происходит в тонкой кишке.
Так как жиры — нерастворимые в воде соединения, то они могут подвергаться действию ферментов, растворённых в воде только на границе раздела фаз вода/жир. Поэтому действию панкреатической липазы, гидролизующей жиры, предшествует эмульгирование жиров. Эмульгирование (смешивание жира с водой) происходит в тонком кишечнике под действием солей жёлчных кислот. Жёлчные кислоты в основном конъюгированные: таурохолевая, гликохолевая и другие кислоты.

### Гормоны, активирующие переваривание жиров
При поступлении пищи в желудок, а затем в кишечник клетки слизистой оболочки тонкого кишечника начинают секретировать в кровь пептидный гормон холецистокинин (панкреозимин). Этот гормон действует на жёлчный пузырь, стимулируя его сокращение, и на экзокринные клетки поджелудочной железы, стимулируя секрецию пищеварительных ферментов, в том числе панкреатической липазы. Другие клетки слизистой оболочки тонкого кишечника в ответ на поступление из желудка кислого содержимого выделяют гормон секретин. Секретин — гормон пептидной природы, стимулирующий секрецию гидрокарбоната (НСО3-) в сок поджелудочной железы.

### Нарушения переваривания и всасывания жиров
Нарушение переваривания жиров может быть следствием нескольких причин. Одна из них — нарушение секреции жёлчи из жёлчного пузыря при механическом препятствии оттоку жёлчи. Это состояние может быть результатом сужения просвета жёлчного протока камнями, образующимися в жёлчном пузыре, или сдавлением жёлчного протока опухолью, развивающейся в окружающих тканях. Уменьшение секреции жёлчи приводит к нарушению эмульгирования пищевых жиров и, следовательно, к снижению способности панкреатической липазы гидролизовать жиры.
Нарушение секреции сока поджелудочной железы и, следовательно, недостаточная секреция панкреатической липазы также приводят к снижению скорости гидролиза жиров. В обоих случаях нарушение переваривания и всасывания жиров приводит к увеличению количества жиров в фекалиях — возникает стеаторея (жирный стул). В норме содержание жиров в фекалиях составляет не более 5 %. При стеаторее нарушается всасывание жирорастворимых витаминов (A, D, E, К) и незаменимых жирных кислот, поэтому при длительно текущей стеаторее развивается недостаточность этих незаменимых факторов питания с соответствующими клиническими симптомами. При нарушении переваривания жиров плохо перевариваются и вещества нелипидной природы, так как жир обволакивает частицы пищи и препятствует действию на них ферментов.

### Всасывание липидов в кишечнике

#### Ресинтез жиров в слизистой оболочке тонкого кишечника
Основная часть всосавшихся в тонком кишечнике липидов принимает участие в ресинтезе триацилглицеринов. Для этого в эндоплазматическом ретикулуме энтероцитов работают специальные ферменты

### Катаболизм липидов
Катаболизм липидов — совокупность всех катаболических процессов липидов, включающая несколько стадий:
- Липолиз
- Окисление жирных кислот
- Окисление кетоновых тел
- Перекисное окисление липидов

#### Липолиз
Липолиз — катаболический процесс, результатом которого является расщепление жиров, происходящее под действием фермента липазы.

## Окисление жирных кислот

### β-Окисление жирных кислот
Процесс β-окисления высших жирных кислот (ВЖК) складывается из следующих этапов:
- активация ВЖК на наружной поверхности мембраны митохондрий при участии АТФ, кофермента А и ионов магния с образованием активной формы ВЖК (ацил-КоА).
- транспорт жирных кислот внутрь митохондрий возможен при присоединении активной формы жирной кислоты к карнитину, находящемуся на наружной поверхности внутренней мембраны митохондрий. Образуется ацил-карнитин, обладающий способностью проходить через мембрану. На внутренней поверхности комплекс распадается и карнитин возвращается на наружную поверхность мембраны.
- внутримитохондриальное окисление жирных кислот состоит из последовательных ферментативных реакций. В результате одного завершенного цикла окисления происходит отщепление от жирной кислоты одной молекулы ацетил-КоА, то есть укорочение жирнокислотной цепи на два углеродных атома. При этом в результате двух дегидрогеназных реакций восстанавливается ФАД до ФАДН2 и НАД+ до НАДН2. Таким образом завершая 1 цикл β—окисления ВЖК, в результате которого ВЖК укоротилось на 2 углеродных звена. При β-окислении выделилось 5АТФ и 12АТФ выделилось при окислении ацетил-КоА в цикле Кребса и сопряженных с ним ферментов дыхательной цепи. Окисление ВЖК будет происходить циклически одинаково, но только до последней стадии — стадии превращения масляной кислоты (бутирил-КоА), которая имеет свои особенности, которые необходимо учитывать при подсчёте суммарного энергетического эффекта окисления ВЖК, когда в результате одного цикла образуется 2 молекулы ацетил-КоА, одна из них проходила β-окисление с выделением 5АТФ, а другая нет.

### ω-Окисление жирных кислот
Хотя для жирных кислот наиболее характерно β-окисление, встречаются также два других типа окисления: α-и ω-окисления. Окисление жирных кислот с длинной цепью до 2-оксикислот и затем до жирных кислот с числом атомов углерода на один меньше, чем в исходном субстрате, было показано в микросомах мозга и других тканях, а также в растениях. 2-Оксикислоты с длинной цепью являются компонентами липидов мозга.

### Окисление ненасыщенных жирных кислот
Около половины жирных кислот в организме человека ненасыщенные. β-Окисление этих кислот идёт обычным путём до тех пор, пока двойная связь не окажется между третьим и четвёртым атомами углерода. Затем фермент еноил-КоА изомераза перемещает двойную связь из положения 3-4 в положение 2-3 и изменяет цис-конформацию двойной связи на транс-, которая требуется для β-окисления. В этом цикле β-окисления первая реакция дегидрирования не происходит, так как двойная связь в радикале жирной кислоты уже имеется. Далее циклы β-окисления продолжаются, не отличаясь от обычного пути.

### Нарушения окисления жирных кислот
Нарушение переноса жирных кислот в митохондрии.
Скорость переноса жирных кислот внутрь митохондрий, а следовательно и скорость процесса β-окисления, зависит от доступности карнитина и скорости работы фермента карнитинацилтрансферазы I.
β-Окисление могут нарушать следующие факторы:
- длительный гемодиализ, в ходе которого организм теряет карнитин;
- длительная ацидурия, при которой карнитин выводится как основание с органическими кислотами;
- лечение больных сахарным диабетом препаратами сульфонилмочевины, ингибирующими карнитинацилтрансферазу I;
- низкая активность ферментов, синтезирующих карнитин;
- наследственные дефекты карнитинацил-трансферазы I.

## Окисление кетоновых тел
При длительном голодании кетоновые тела становятся основным источником энергии для скелетных мышц, сердца и почек. Таким образом глюкоза сохраняется для окисления в мозге и эритроцитах. Уже через 2-3 дня после начала голодания концентрация кетоновых тел в крови достаточна для того, чтобы они проходили в клетки мозга и окислялись, снижая его потребности в глюкозе.

## Перекисное окисление липидов
Кислород, необходимый организму для функционирования ЦПЭ и многих других реакций, является одновременно и токсическим веществом, если из него образуются так называемые активные формы.
К активным формам кислорода относят:
- ОН- — гидроксильный радикал;
- O2- — супероксидный анион;
- Н2О2 — пероксид водорода.

## Анаболизм липидов

### Липогенез
Липогенез — процесс синтеза жирных кислот, основным источником которого является углеводы.
С пищей в организм поступают разнообразные жирные кислоты, в том числе и незаменимые. Значительная часть заменимых жирных кислот синтезируется в печени, в меньшей степени — в жировой ткани и лактирующей молочной железе. Источником углерода для синтеза жирных кислот служит ацетил-КоА, образующийся при распаде глюкозы в абсорбтивном периоде. Таким образом, избыток углеводов, поступающих в организм, трансформируется в жирные кислоты, а затем в жиры.

### Синтез кетоновых тел
Все кетоновые тела берут начало от ацетоацетил-КоА, который образуется при конденсации 2-х молекул ацетил-КоА по принципу «голова в хвост». Реакция конденсации происходит в митохондриях. В печени ацетоацетил-КоА взаимодействует ещё с одной молекулой ацетил-КоА и превращается в ГОМГ-КоА- важное промежуточное вещество для синтеза холестерола и стероидов.

## Взаимопревращения жирных кислот
Организм получает жирные кислоты из пищи и путём липогенеза из ацетил-КоА, образующегося из углеводов и некоторых аминокислот. Состав смеси жирных кислот пищи существенно варьирует по степени ненасыщенности и длине цепи. Липогенез у высших животных включает только образование пальмитата, из которого образуются другие насыщенные и мононенасыщенные кислоты. Из смеси имеющихся жирных кислот в печени животного образуется свойственный данному виду набор жирных кислот; однако на характере синтезируемых жирных кислот сказывается также и диета. Процессы утилизации жирных кислот пищи включают укорочение и удлинение углеродного скелета, так же как и введение двойной связи.

## Обмен фосфолипидов
Фосфолипиды выполняют ряд важных биологических функций. Как большинство полярных липидов, они являются амфифильными соединениями, несущими гидрофобные и гидрофильные группы. Некоторые фосфолипиды, например фосфатидилхолин, представляют собой диполярные ионы, обладающие катионной и анионной группами, и являются основными компонентами клеточных мембранных систем. Например, в миелиновом волокне нерва фосфолипиды и цереброзиды составляют приблизительно 60 % сухого веса.

### Распределение и обмен
Среди липидов тела фосфолипиды распределены неравномерно. Богатыми источниками фосфолипидов являются липиды тканей различных желез, в особенности печени, а также плазма крови, где они могут составлять до половины всех липидов. Фосфолипиды являются также преобладающими липидами в желтках птичьих яиц и в семенах бобовых растений. Обмен различных фосфолипидов в определённых местах животного организма изучали с использованием различных изотопов, наиболее часто 32Р. Период полупревращения этих липидов колеблется от менее одного дня для фосфатидилхолина печени до более 200 сут для фосфатидилэтаноламина мозга.

## Обмен холестерола
Холестерол — основной стероид организма животных. У взрослого человека содержание холестерола составляет 140—150 г. Около 93 % стероида входит в состав мембран и 7 % находится в жидкостях организма. Холестерол увеличивает микровязкость мембран и снижает их проницаемость для Н2О и водорастворимых веществ. В крови он представлен в виде свободного холестерола, входящего в оболочку липопротеинов, и его эфиров, которые вместе с ТАГ составляют внутреннее содержимое этих частиц. Содержание холестерола и его эфиров в составе хиломикронов составляет ~ 5 %, в ЛПОНП ~10 %, в ЛПНП ~ 50—60 % и в ЛПВП ~ 20—30 %. Концентрация холестерола в сыворотке крови взрослого человека в норме равна ~ 200 мг/дл или 5,2 ммоль/л, что соответствует холестериновому равновесию, когда количество холестерола, поступающего в организм, равно количеству холестерола выводимому из организма. Если концентрация холестерола в крови выше нормы, то это указывает на задержку его в организме и является фактором риска развития атеросклероза.
Холестерол является предшественником всех стероидов животного организма:
- жёлчных кислот, содержание которых у взрослого человека составляет около 5 г;
- стероидных гормонов: кортикостероидов, образующихся в корковом слое надпочечников, андрогенов — в семенниках и эстрогенов — в яичниках, синтез общего количества которых не превышает 40 мг/с (с — сутки);
- витамина D3, синтезирующегося в коже под действием УФ-излучения в количестве 10 мг/с.

Холестериновое равновесие поддерживается благодаря тому, что с одной стороны холестерол поступает с пищей (~ 0,3—0,5 г/с) и синтезируется в печени или других тканях (~ 0,5 г/с), а с другой — выводится с калом в виде жёлчных кислот, холестерола желчи, продуктов катаболизма стероидных гормонов, с кожным салом, в составе мембран слущенного эпителия (~ 1,0 г/с)

## Эйкозаноиды
Эйкозаноиды, включающие в себя простагландины, тромбоксаны, лейкотриены и ряд других веществ, — высокоактивные регуляторы клеточных функций. Они имеют очень короткий Т1/2, поэтому оказывают эффекты как «гормоны местного действия», влияя на метаболизм продуцирующей их клетки по аутокринному механизму, и на окружающие клетки — по паракринному механизму. Эйкозаноиды участвуют во многих процессах: регулируют тонус гладкомышечных клеток и вследствие этого влияют на АД, состояние бронхов, кишечника, матки. Эйкозаноиды регулируют секрецию воды и натрия почками, влияют на образование тромбов. Разные типы эйкозаноидов участвуют в развитии воспалительного процесса, происходящего после повреждения тканей или инфекции. Такие признаки воспаления, как боль, отёк, лихорадка, в значительной мере обусловлены действием эйкозаноидов. Избыточная секреция эйкозаноидов приводит к ряду заболеваний, например, бронхиальной астме и аллергическим реакциям.

### Субстраты для синтеза эйкозаноидов
Основным субстратом для синтеза эйкозаноидов является арахидоновая (ω-6-эйкозатетраеновая) кислота, содержащая 4 двойные связи при углеродных атомах (5, 8, 11, 14). Она может поступать с пищей или синтезироваться из линолевой кислоты. В небольших количествах для синтеза эйкозаноидов могут использоваться ω-6-эйкозатриеновая кислота с тремя двойными связями (5, 8, 11) и ω-3-эйкозапентаеновая кислота, в составе которой имеется 5 двойных связей в положениях 5, 8, 11, 14, 17. Обе минорные эйкозановые кислоты либо поступают с пищей, либо синтезируются из олеиновой и линоленовой кислот соответственно.

Пути биосинтеза эйкозаноидов из арахидоновой кислоты

### Синтез лейкотриенов, ГЭТЕ(гидроксиэйкозатетроеноатов), липоксинов
Синтез лейкотриенов идёт по пути, отличному от пути синтеза простагландинов, и начинается с образования гидроксипероксидов — гидропероксидэйкозатетраеноатов (ГПЭТЕ). Эти вещества или восстанавливаются с образованием гидроксиэйкозатетроеноатов (ГЭТЕ) или превращаются в лейкотриены или липоксины. ГЭТЕ отличаются по положению гидроксильной группы у 5-го, 12-го или 15-го атома углерода, например: 5-ГЭТЕ, 12-ГЭТЕ.
Липоксины (например, основной липоксин А4) включают 4 сопряжённых двойных связи и 3 гидроксильных группы.
Синтез липоксинов начинается с действия на арахидоновую кислоту 15-липоксигеназы, затем происходит ряд реакций, приводящих к образованию липоксина А4

### Клинические аспекты обмена эйкозаноидов
Медленно реагирующая субстанция при анафилаксии (МРВ-А) представляет собой смесь лейкотриенов С4, D4 и Е4. Эта смесь в 100—1000 раз более эффективна, чем гистамин или простагландины как фактор, вызывающий сокращение гладкой мускулатуры бронхов. Эти лейкотриены вместе с лейкотрином В4 повышают проницаемость кровеносных сосудов и вызывают приток и активацию лейкоцитов, а также, являются важными регуляторами при многих заболеваниях, в развитии которых участвуют воспалительные процессы или быстрые аллергические реакции (например, при бронхиальной астме).

### Использование производных эйкозаноидов в качестве лекарственных средств
Хотя действие всех типов эйкозаноидов до конца не изучено, имеются примеры успешного использования лекарств — аналогов эйкозаноидов для лечения различных заболеваний. Например, аналоги PG Е1 и PG Е2 подавляют секрецию соляной кислоты в желудке, блокируя гистаминовые рецепторы II типа в клетках слизистой оболочки желудка. Эти лекарства, известные как Н2-блокаторы, ускоряют заживление язв желудка и двенадцатиперстной кишки. Способность PG Е2 и PG F2α стимулировать сокращение мускулатуры матки используют для стимуляции родовой деятельности.

## Метаболизм сфинголипидов
Сфинголипиды — производные церамида, образующегося в результате соединения аминоспирта сфингозина и жирной кислоты. В группу сфинголипидов входят сфингомиелины и гликосфинголипиды.
Сфингомиелины находятся в мембранах клеток различных тканей, но наибольшее их количество содержится в нервной ткани. Сфингомиелины миелиновых оболочек содержат в основном жирные кислоты с длинной цепью: лигноцериновую и нервоновую кислоты, а сфингомиелин серого вещества мозга содержит преимущественно стеариновую кислоту.

### Катаболизм сфингомиелина и его нарушения
В лизосомах находятся ферменты, способные гидролизовать любые компоненты клеток. Эти ферменты называют кислыми гидролазами, так как они активны в кислой среде.

## Регуляция липидного обмена
В условиях положительного калорийного баланса значительная часть потенциальной энергии пищевых продуктов запасается в виде энергии гликогена или жира. Во многих тканях даже при нормальном питании, не говоря уже о состояниях калорийного дефицита или голодания, окисляются преимущественно жирные кислоты, а не глюкоза. Причина этого — необходимость сохранения глюкозы для тех тканей (например, для мозга или эритроцитов), которые постоянно в ней нуждаются. Следовательно, регуляторные механизмы, часто с участием гормонов, должны обеспечивать постоянное снабжение всех тканей подходящим топливом в условиях как нормального питания, так и голодания. Сбой в этих механизмах происходит при гормональном дисбалансе (например, в условиях недостатка инсулина при диабете), при нарушении метаболизма в период интенсивной лактации (например, при кетозе крупного рогатого скота) или из-за усиления обменных процессов при беременности (например, при токсикозе беременности у овец). Такие состояния представляют собой патологические отклонения при синдроме голодания; он наблюдается при многих заболеваниях, сопровождающихся снижением аппетита.

## Патологии липидного обмена

### Абеталипопротеинемия
Это относительно редкое генетическое заболевание характеризуется отсутствием в плазме β-липопротеидов плотности, меньшей чем 1,063 и связано с интенсивной демиелинизацией нервных волокон. Апо-В отсутствует в плазме, так же как и в хиломикронах, ЛПОНП и ЛПНП. Уровень триацилглицеринов и холестерина плазмы очень низок. Это свидетельствует о необходимости апо-В для нормального всасывания, синтеза и транспорта триацилглицеринов и холестерина из кишечника и печени. Липиды накапливаются в клетках слизистой оболочки кишечных ворсинок, при этом наблюдается акантоцитоз — сферическая деформация эритроцитов. Более 80 % эритроцитов являются акантоцитами, или, как их иначе называют, зубчатыми эритроцитами (от греч. akantha — зубец, шип).

### Кахексия
Недостаточное потребление калорий может привести и к полному исчезновению жировой ткани из подкожного и сальникового депо. Это может происходить при опухолях или хроническом инфекционном заболевании, при недостаточном питании или при метаболических нарушениях, таких, как диабет или увеличение щитовидной железы. В экспериментах было показано, что повреждение определённых областей гипоталамуса вызывает анорексию даже у предварительно голодавшего животного. Для анорексии, в происхождении которой имеет значение психогенный компонент, используют термин «anorexia nervosa» (нейрогенная анорексия).
В то время как потеря липидов тела при болезни щитовидной железы связана частично с избыточной мобилизацией резервных липидов, существенной причиной кахексии при голодании, недостаточности тиамина или диабете является сниженная способность организма синтезировать жирные кислоты из углеводных предшественников.

### Атеросклероз
Атеросклероз (от греч. ἀθέρος — мякина, кашица + σκληρός — твёрдый, плотный) — хроническое заболевание артерий эластического и мышечно-эластического типа, возникающее вследствие нарушения липидного обмена и сопровождающееся отложением холестерина и некоторых фракций липопротеидов в интиме сосудов. Отложения формируются в виде атероматозных бляшек. Последующее разрастание в них соединительной ткани (склероз), и кальциноз стенки сосуда приводят к деформации и сужению просвета вплоть до облитерации (закупорки). Важно различать атеросклероз от артериосклероза Менкеберга, другой формы склеротических поражений артерий, для которой характерно отложение солей кальция в средней оболочке артерий, диффузность поражения (отсутствие бляшек), развитие аневризм (а не закупорки) сосудов. Атеросклероз сосудов ведет к развитию ишемической болезни сердца.